# Угольный бассейн
У́гольный бассе́йн (угленосный бассейн) — крупная площадь (тысячи км²) сплошного или прерывистого развития угленосных отложений (угленосной формации) с пластами (залежами) ископаемого угля (лигнита, бурого, каменного).
Для различных частей угленосного бассейна характерна общность геолого-исторического процесса накопления осадков в единой крупной тектонической структуре (прогибе, грабене, синеклизе). В некоторых случаях, по исторически сложившимся представлениям, расчлененные крупные угленосные площади не объединены в бассейне, несмотря на общность генезиса, и рассматриваются как отдельные месторождения.
Границы угленосного бассейна генетические, тектонические, эрозионные, а при глубоком залегании углей условные, определяемые техническими возможностями разведки, шахтной или карьерной добычи.

## Типы угольных бассейнов
- По степени доступности
  - открытые (обнаженные)
  - полуоткрытые
  - закрытые
- По фациальным обстановкам накопления осадков
  - паралические
  - лимнические
  - потамические
- По маркам залегающих углей
  - Буроугольные
  - Каменноугольные

## Крупные бассейны России

### Каменноугольные
- Печорский
- Таймырский
- Кузнецкий
- Иркутский
- Тунгусский
- Ленский
- Минусинский
- Кизеловский
- Улуг-Хемский
- Южно-Якутский
- Сергеевский
- Зыряновский
- Восточный Донбасс

### Буроугольные
- Канско-Ачинский
- Подмосковный
- Челябинский
- Нижнезейский

## Другие крупные бассейны
- Аппалачский (США)
- Пенсильванский угольный бассейн (США)
- Новый Южный Уэльс (Австралия)
- Донецкий (Украина/Россия)
- Карагандинский (Казахстан)
- Экибастузский (Казахстан)
- Латроб-Валли угольный бассейн (Австралия)
- Верхне-Силезский угольный бассейн (Польша)
- Рурский (Германия)
- Коммантри (Франция)
- Южно-Уэльский угольный бассейн (Англия)
- Хеньшуйский угольный бассейн (КНР)
- Фушунский угольный бассейн (КНР)
- Домадарский (Индия)
- Бихар (Индия)
- Западный Бенгал (Индия)
- Витбанк  (ЮАР)
- Ватерберг (ЮАР)